# The Subject Was Roses
The Subject Was Roses est une pièce de théâtre de Frank D. Gilroy, créée le 25 mai 1964 au Royale Theatre de New York, qui a remporté le prix Pulitzer de l'œuvre théâtrale l'année suivante, et a été adaptée au cinéma par en 1968 par Ulu Grosbard, sous le titre Trois Étrangers (The Subject Was Roses).

## Historique
Créée à Broadway le 25 mai 1964, avec Jack Albertson, Irene Dailey et Martin Sheen, mise en scène par Ulu Grosbard, la pièce (d'abord présentée Off-Broadway en 1961) reçoit un succès critique et commercial important. Elle reste à l'affiche pour 882 représentations et obtient cinq nominations pour les Tony Awards, remportant ceux de la « Meilleure pièce » et du « Meilleur acteur » (Jack Albertson). Frank D. Gilroy remporte l'année suivante le Pulitzer Prize for Drama
La pièce est reprise en 1991, par la Roundabout Theatre Company, toujours à New York, avec John Mahoney, Dana Ivey et Patrick Dempsey, puis à nouveau en 2006, produite par Jeffrey Finn au Kennedy Center avec Bill Pullman, Judith Ivey et Steve Kazee.
Lors d'une reprise de la pièce en 2009 à Los Angeles, Martin Sheen, l'un des créateurs, rejoue la pièce, cette fois, dans le rôle du père.

## Personnages et interprètes lors de la création
- Irene Dailey -  Nettie Cleary
- Jack Albertson - John Cleary
- Martin Sheen - Timmy Cleary

## Synopsis
Timmy Cleary rentre à la maison après son service durant la Seconde Guerre mondiale. Alors qu'il semble se reprocher d'avoir survécu à la guerre et lire ce reproche dans les yeux de son père, il se met à boire et ses angoisses troublent sa mère. Bien que ses parents, John et Nettie, semblent être heureux, cette sérénité se révèle être une façade. Bientôt les vieilles blessures émotionnelles non résolues, les problèmes conjugaux refont surface. Pris au milieu, Timmy se sent responsable de leur querelles, mais ne voit aucun moyen de résoudre leurs problèmes.

## Adaptation cinématographique
- 1968 : Trois Étrangers (The Subject Was Roses) de Ulu Grosbard

## Distinctions
Prix
- 1965 : Pulitzer Prize for Drama - Frank D. Gilroy
- 1965 : Tony Award de la meilleure pièce - Frank D. Gilroy, Edgar Lansbury[2]
- 1965 : Tony Award du meilleur acteur de second rôle dans une pièce - Jack Albertson[2]
- 1965 : New York Drama Critics Circle - Award for Best Play - Frank D. Gilroy

Nominations
- 1965 : Tony Award du meilleur auteur - Frank D. Gilroy
- 1965 : Tony Award de la meilleure mise en scène pour une pièce - Ulu Grosbard
- 1965 : Tony Award du meilleur acteur de second rôle dans une pièce - Martin Sheen